# Robert Barry
Robert Barry (Chicago, 1932 – 8 januari 2018) was een Amerikaanse jazzdrummer.

## Biografie
Barry bezocht DuSable High School en toerde in het begin van de jaren 1950 met de band van Gene Ammons. Vanaf 1954 werkte hij in Chicago met Sun Ra, met wie hij aanvankelijk in het Space Trio speelde en verschillende vocale groepen begeleidde. Hij behoorde toen tot de stichtende leden van het Sun Ra Arkestra en nam deel aan albums als Super-Sonic Jazz (1956). In 1978 verliet hij het Arkestra. Na jarenlange terugtrekking uit het muziekcircuit haalde Ken Vandermark hem in de jaren 1990 in zijn band. Hij werkte de volgende jaren ook samen met Fred Anderson, Carl Leukaufe en Daniele D'Agaro.

## Overlijden
Robert Barry overleed in januari 2018 op 86-jarige leeftijd.

## Discografie
- 1954-1982: Sun Ra: The Singles (Evidence)
- 1970: Sun Ra: Holiday For Soul Dance
- 1973: Sun Ra: Atlantis
- 1999: Ken Vandermark: Design in Time (Delmark Records)
- 2001: Fred Anderson: Duets 2001 – Live at the Empty Bottle (Thrill Jockey)
- 2004: Daniele D'Agaro/Jeb Bishop/Kent Kessler/Robert Barry: Chicago Overtones (HatHut Records)

- Gemeinsame Normdatei: 1069147486
- International Standard Name Identifier: 0000 0000 4923 4562
- Library of Congress Control Number: no2006028384
- MusicBrainz: fd7b3b17-88cb-4382-9c53-aa87996cef51
- Virtual International Authority File: 46511624
- WorldCat: E39PBJqVV6J44GgJKFfy6BGWDq